# Hemitripterus americanus
Espèce
Synonymes
- Cottus acadian Walbaum, 1792[1]
- Cottus hispidus Bloch & Schneider, 1801[1]
- Cottus tripterygius Bloch & Schneider, 1801[1]
- Hemitripterus acadianus Storer, 1855[1]
- Scorpaena americana Gmelin, 1789[1]
- Scorpaena americana Lacépède, 1801[1]
- Scorpaena flava Mitchill, 1815[1]
- Scorpaena purpurea Mitchill, 1818[1]
- Scorpaena rufa Mitchill, 1818[1]

L'hémitriptère atlantique (Hemitripterus americanus, (en):Atlantic sea raven) était classé dans la famille des cottes et des chaboisseaux, les Cottidae. Maintenant, la famille des Hemitripteridae a été créée pour l'inclure. Il partage d'ailleurs avec les chaboisseaux l'appellation de « crapaud de mer » et de « plogueuil » (Îles-de-la-Madeleine). Ses autres noms anglais : whip sculpin, gurnet, puff-belly, scratch-belly. 

## Caractéristiques
Il se distingue des cottes et chaboisseaux par ses appendices charnus sur la tête, par l'apparence déchiquetée de la première nageoire dorsale et par sa denture plus développée. Sa peau est sans écaille et pourvue de piquants sur la ligne latérale et près des nageoires dorsales. Le dessus est d'une couleur brun rougeâtre, marbré de brun foncé et très versicolore, le ventre jaunâtre et les nageoires bigarrées de pâle et de foncé. Sa taille peut atteindre 60 cm et son poids 3 kg, ce qui doit être de moins en moins fréquent aujourd'hui.
L'hémitriptère, vivant dans les fonds rocheux ou durs, a un menu qui correspond bien à sa puissante denture : vorace, il consomme tout invertébré disponible, petits crustacés, coquillage et oursins, tout comme il se nourrit de poissons, tel le hareng, le lançon ou le merlu argenté. Sa propre chair est peu consommée par les humains, cette dernière étant bien parasitée (par des nématodes) et le poisson présentant plusieurs épines. On s'en sert un peu comme boëtte pour la pêche du homard. Au sortir de l'eau (aussi lorsqu'il avale un grand volume d'eau de mer), le ventre de l'hémitriptère atlantique se gonfle de telle sorte qu'une fois remis à l'eau il est incapable de plonger.

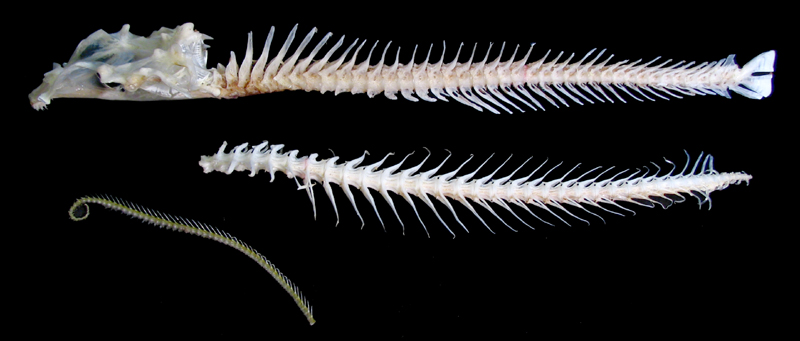
Crâne et colonne vertébrale d'hémitriptère, faisant environ 25cm, et les deux colonnes tirées du contenu de son estomac

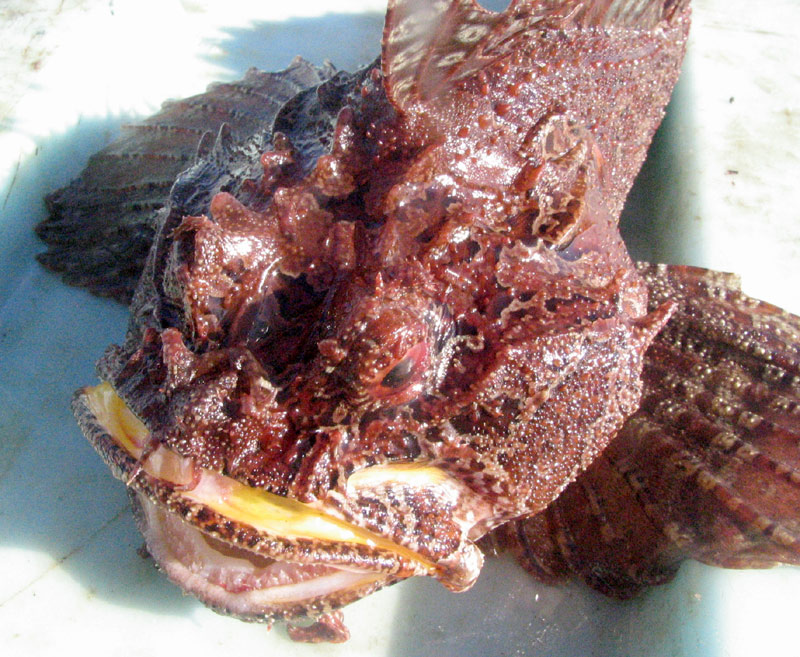
Hémitriptère sur un bateau de pêche (Îles-de-la-Madeleine 2006)